# Bernaldo Manzano
Bernaldo Antonio Manzano Barón (El Playón, Estado Portuguesa, Venezuela; 7 de junio de 1990) es un futbolista venezolano que juega como centrocampista en el Portuguesa Fútbol Club de la Primera División de Venezuela.
Apodos: Tractor

## Clubes
| Club                 | País      | Año           |
| -------------------- | --------- | ------------- |
| Portuguesa F.C.      | Venezuela | 2013-2016     |
| ACD Lara             | Venezuela | 2016-2019     |
| Deportes Tolima      | Colombia  | 2019          |
| Atlético Bucaramanga | Colombia  | 2020          |
| ACD Lara             | Venezuela | 2021-2022     |
| Portuguesa F.C.      | Venezuela | 2023-presente |

## Selección nacional

### Participaciones en Copa América
| Torneo            | Sede   | Resultado      | Partidos | Goles |
| ----------------- | ------ | -------------- | -------- | ----- |
| Copa América 2021 | Brasil | Fase de grupos | 2        | 0     |

## Palmarés

### Campeonatos nacionales
| Título           | Club       | País      | Año     |
| ---------------- | ---------- | --------- | ------- |
| Segunda División | Portuguesa | Venezuela | 2013/14 |
| Torneo Clausura  | ACD Lara   | Venezuela | 2017    |
| Torneo Clausura  | ACD Lara   | Venezuela | 2018    |